# Tituly a vyznamenání velkovévody Jana Lucemburského

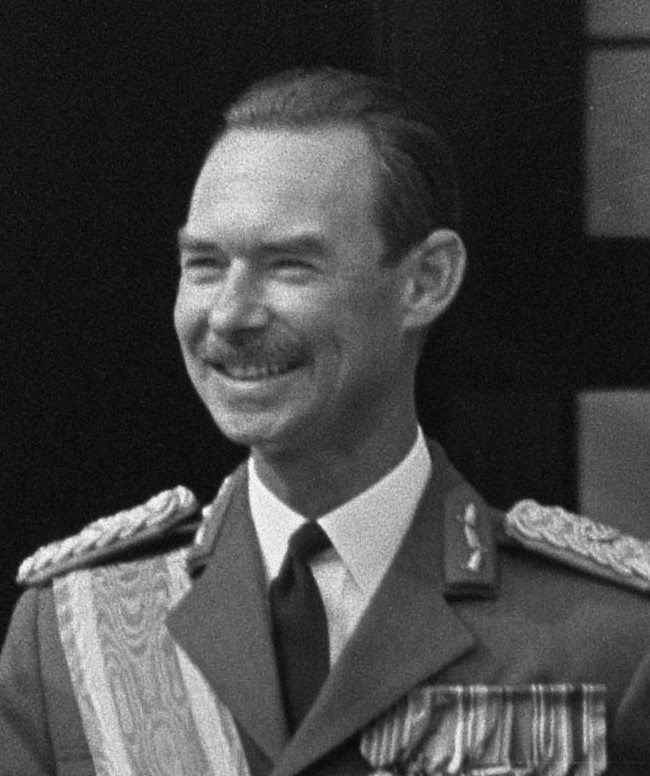
Velkovévoda Jan Lucemburský v uniformě s vyznamenáními (1967)

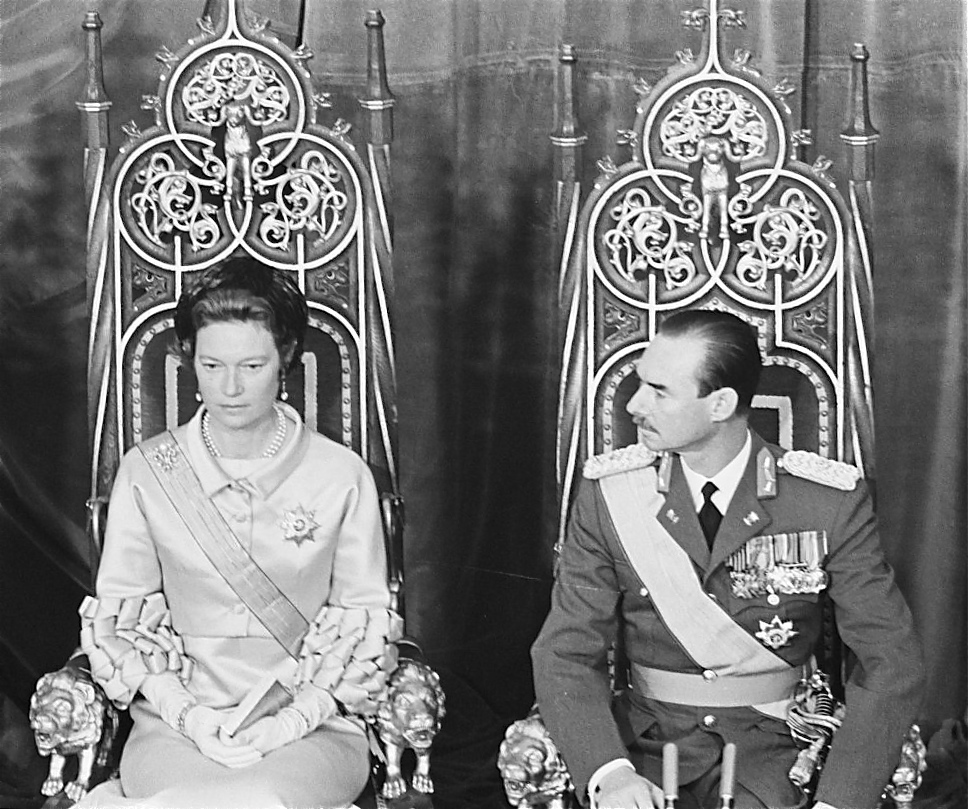
Velkovévoda Jan Lucemburský sedící na trůnu v uniformě dekorované vyznamenáními. Vedle něho sedí jeho manželka. (1964)

Velkovévoda Jan Lucemburský obdržel během svého života řadu národních i zahraničních vyznamenání. Jako lucemburský velkovévoda byl v období své vlády od 12. listopadu 1964 do 7. října 2000 také hlavou lucemburských řádů.

## Tituly
Jeho plný titul zní z Boží milosti, velkovévoda lucemburský, vévoda nasavský, hrabě ze Syanu, Königsteinu, Katzenelnbogenu a Diezu, purkrabí z Hammersteinu, svobodný pán z Mahlbergu, Wiesbadenu, Idsteinu, Merenbergu, limburský a eppsteinský.
- 5. ledna 1921 – 12. listopadu 1964: Jeho královská Výsost dědičný velkovévoda lucemburský, dědičný princ nasavský, princ bourbonsko-parmský
- 12. listopadu 1964 – 28. července 1987: Jeho královská Výsost velkovévoda lucemburský, vévoda nasavský, princ bourbonsko-parmský
- 28. července 1987 – 7. října 2000: Jeho královská Výsost velkovévoda lucemburský, vévoda nasavský
- 7. října 2000 – 23. dubna 2019: Jeho královská Výsost velkovévoda Jan Lucemburský, vévoda nasavský

Velkovévoda Jan se v roce 1986 vzdal pro sebe i svou rodinou titulů dynastie bourbonsko-parmské. Tento dekret však byl zrušeno jiným dekretem ze dne 21. září 1995. Tento dekret rezervoval tituly prince lucemburského a princezny lucemburské pro děti panovníka a dědice trůnu. Dále zavedl, že potomci v mužské panovnické linii by měli být oslovováni jako královská Výsost a titulováni jako princ/princezna nasavský/nasavská. Potomci vzešlí z neschválených manželství by měli být titulováni jako hrabě/hraběnka nasavský/nasavská.

## Vyznamenání

### Lucemburská vyznamenání

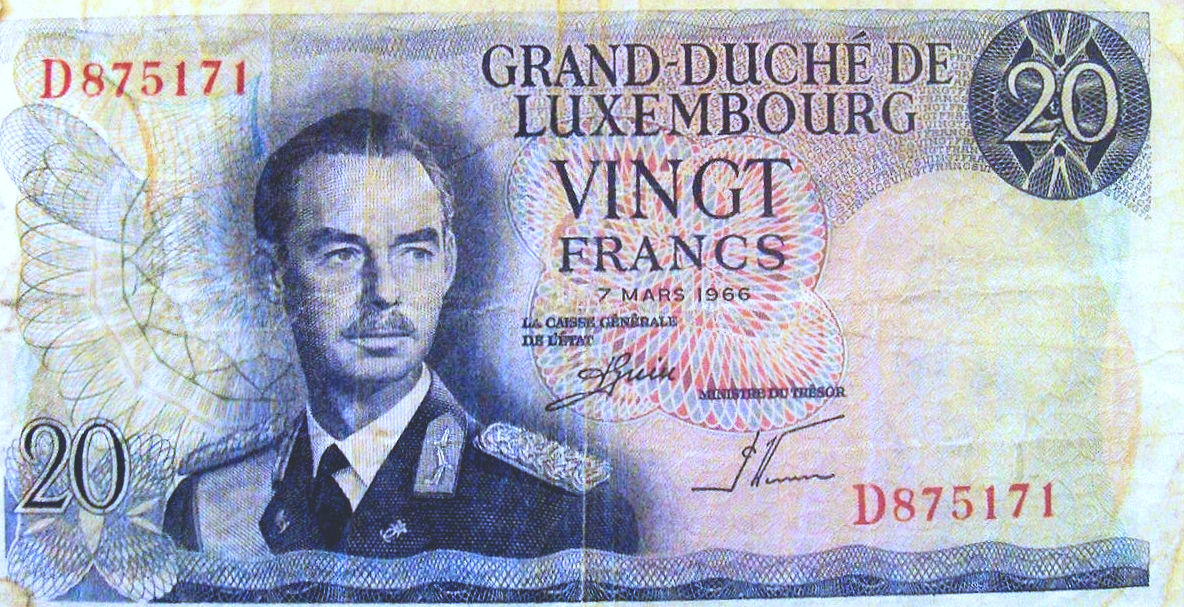
Jan Lucemburský na bankovce

#### Velmistr

Erb Jana Lucemburského jakožto rytíře Řádu zlatého rouna

Erb Jana Lucemburského jakožto rytíře Řádu Serafínů

- Nassavský domácí řád zlatého lva
- Řád Adolfa Nasavského
- Řád dubové koruny
- Řád za zásluhy Lucemburského velkovévodství

#### Osobní vyznamenání
- rytíř Nassavského domácího řádu zlatého lva
- rytíř velkokříže Řádu Adolfa Nasavského
- rytíř velikoříže Řádu dubové koruny
- rytíř velkokříže Řádu za zásluhy Lucemburského velkovévodství
- Vojenská medaile – 17. prosince 2002[4][5]
- Válečný kříž s bronzovou palmou[4]
- Řád odboje 1940–1944[4]
- Pamětní medaile svatby Jindřicha Lucemburského a Marie Teresy Mestre Batista – 14. února 1981

Erb Jana Lucemburského jakožto rytíře Podvazkového řádu

Královský monogram Jana Lucemburského

### Zahraniční vyznamenání
- Belgie
  -  velkokříž Řádu Leopoldova
  -  Croix de guerre s palmou[4]
- Dánsko
  -  rytíř Řádu slona – 22. listopadu 1976[6]
- Finsko
  -  velkokříž s řetězem Řádu bílé růže – 1993[7]
- Francie
  -  velkokříž Řádu čestné legie
  -  Croix de Guerre[4]
- Írán
  -  Pamětní medaile 2500. výročí Perské říše – 14. října 1971[8]
- Island
  -  velkokříž s řetězem Řádu islandského sokola – 9. června 1986[9]
- Itálie
  -  vekokříž s řetězem Řádu zásluh o Italskou republiku – 26. října 1973[10]
- Japonsko
  -  velkokříž s řetězem Řádu chryzantémy
- Německo
  -  velkokříž speciální třídy Záslužného řádu Spolkové republiky Německo
- Nizozemsko
  -  velkokříž Řádu nizozemského lva
  -  Inaugurační medaile královny Juliány Nizozemské
  -  Medaile stříbrného výročí královny Juliány a prince Bernharda
  -  Svatební medaile princezny Beatrix Nizozemské a Clause van Amsberga
  -  Pamětní válečný kříž[4]
- Norsko
  -  velkokříž s řetězem Řádu svatého Olafa – 1964
- Polsko
  -  velkokříž Řádu za zásluhy Polské republiky – 19. dubna 1993 – udělil prezident Lech Wałęsa[11]
- Portugalsko
  -  velkokříž s řetězem Řádu věže a meče
  -  velkokříž s řetězem Řádu prince Jindricha – 29. ledna 1985[12][13]
- Rakousko
  -  1293. rytíř Řádu zlatého rouna[14]
  -  velkohvězda Čestného odznaku Za zásluhy o Rakouskou republiku – 1975[15]
- Řecko
  -  velkokříž Řádu Spasitele
- Spojené království
  -  rytíř Podvazkového řádu – 1972[16]
  -  Hvězda 1939–1945[4]
  -  Hvězda za Francii a Německo[4]
  -  Medaile Za obranu[4]
  -  Válečná medaile 1939–1945[4]
  -  Korunovační medaile Alžběty II.
- Spojené státy americké
  -  Stříbrná hvězda[4]
- Španělsko
  -  1184. rytíř Řádu zlatého rouna – 8. července 1980 – udělil král Juan Carlos I.[17]
  -  velkokříž s řetězem Řádu Karla III. – 16. června 1983 – udělil král Juan Carlos I.[18]
- Švédsko
  -  rytíř Řádu Serafínů – 18. července 1951
  -  Medaile k 50. narozeninám krále Karla XVI. Gustava – 30. dubna 1996
- Thajsko
  -  rytíř Řádu Mahá Čakrí – 17. října 1960[19]
- Vatikán
  -  rytíř Řádu zlaté ostruhy

### Dynastická vyznamenání
- Savojští
  -  rytíř Řádu zvěstování – 1978
  -  rytíř velkokříže Řádu svatého Mauricia a svatého Lazara – 1978
  -  rytíř velkokříže Řádu italské koruny – 1978

## Akademické tituly
- Univerzita Laval[4]
- Štrasburská univerzita[4]
- Miamská univerzita[4]